# モテキ的音楽のススメ
『モテキ的音楽のススメ』（モテキてきおんがくのススメ）は、日本のコンピレーション・アルバム。本項では映画『モテキ』の公開に連動して発売された「映画盤」「MTK PARTY MIX盤」「Covers for MTK Lovers盤」についても記述する。

## 土井亜紀・林田尚子盤 / 中柴いつか・小宮山夏樹盤

### 概要
テレビ東京系ドラマ24第20弾特別企画『モテキ』で使用された曲、さらに原作で使用された曲や、出演者に関連する曲から選曲された。2010年9月8日発売。

### 収録曲

#### 土井亜紀・林田尚子盤
1. 夜明けのBEAT / フジファブリック
2. 格好悪いふられ方 / 大江千里
3. 深夜高速（2009） / フラワーカンパニーズ
4. いかれたBaby / Fishmans
5. カプチーノ / ともさかりえ
6. 悪い習慣 / キリンジ
7. 恋はいつも幻のように / ホフディラン
8. ザ・ミーハー（スペシャル・ミーハー・ミックス） / 森高千里
9. どぉなっちゃってんだよ / 岡村靖幸
10. モテたくて… / ギ・おならすいこみ隊
11. Rollin' Rollin' / 七尾旅人×やけのはら
12. GET UP AND DANCE / スチャダラパー
13. サマーヌード / 真心ブラザーズ
14. TRAMPOLINE GIRL / ナンバーガール
15. 自分らしさなんて / TOMOVSKY

#### 中柴いつか・小宮山夏樹盤
1. ロックンロールは鳴り止まないっ / 神聖かまってちゃん
2. Sunday 2010 / TOKYO No.1 SOUL SET
3. はっきりもっと勇敢になって / 岡村靖幸
4. MIND CIRCUS / 中谷美紀
5. ランニング・ショット / 柴田恭兵
6. もしも明日（新録曲） / 在日ファンク
7. Cutting Edge（ALBUM VERSION） / ECD
8. HAPPY BIRTHDAY / 電気グルーヴ
9. 好きなコはできた / The ピーズ
10. NUM-AMI-DABUTZ / ナンバーガール
11. 紅茶の恋 / Bivattchee
12. ストロベリー / TOKYO MOOD PUNKS
13. STAY GOLD / Hi-STANDARD
14. 男子畢生危機一髪 / eastern youth
15. J-POP / Half-Life

## 映画盤
「モテキ的音楽のススメ映画盤」は映画『モテキ』の公開に先駆けて発売されたコンピレーションアルバム。2011年8月31日発売。

### 概要
映画で使用された楽曲および映画内のライブ音源を含むサントラ盤的アルバム。

### 収録曲
（アーティスト名は一部原曲についてのもの）
1. 夜明けのBEAT / フジファブリック
2. Baby cruising Love / Perfume
3. デスコ / 女王蜂
4. 失格 / 橘いずみ
5. 悦びに咲く花 / ACO
6. Working In The Coal Mine (Live version from Now It Can Be Told: DEVO at the Palace) / DEVO
7. マルマルファンク （映画 Live ver.） / 在日ファンク
8. 格好悪いふられ方 / 大江千里
9. SELF CONTROL / TM NETWORK
10. 走れ! / ももいろクローバー
11. 友達じゃがまんできない （映画 Live ver.） / ナキミソ（作詞：前野健太）
12. カルアミルク / 岡村靖幸
13. トランジスタラジオ / 子門'z
14. LOVER SOUL / JUDY AND MARY
15. ヤード / TOKYO NO.1 SOUL SET
16. 物語はちと?不安定 / N'夙川BOYS
17. 今夜はブギー・バック(smooth rap) / スチャダラパー feauturing 小沢健二

## MTK PARTY MIX盤
「モテキ的音楽のススメ MTK PARTY MIX盤」は映画『モテキ』の公開に先駆けてDJ集団「申し訳ナイタズ」が選曲、MIXしたコンピレーションアルバム。

### 概要
『モテキ』の原作、ドラマ、映画に登場する楽曲を中心としながら、申し訳ナイタズがレコメンドする『モテキ』的世界観の曲も収録されている。

### 収録曲
- Track-1 モテキだったら気分上々MIX - Selected & Mixed by ミッツィー申し訳（代表取締役）
  1. FAB（Free As a Bird） / Tomato n' Pine
  2. 走れ! / ももいろクローバー
  3. 119 / 9nine
  4. 鼓動の秘密 / 東京女子流
  5. Twilight / 電気グルーヴ×スチャダラパー
  6. EVERYDAY AT THE BUS STOP ［Captain Funk "Daydream" Edition］ / Tommy february6
- Track-2 モテキ的・肉食系リア充MIX - Selected & Mixed by ギュウゾウ 申し訳Jr.
  1. さすらい / 奥田民生
  2. Timeless Melody / MONOBRIGHT
  3. ベリーゲリーギャング / 黒猫チェルシー
  4. あの娘ぼくがロングシュート決めたらどんな顔するだろう / 岡村靖幸
  5. シャングリラ / チャットモンチー
  6. Boys Jump The Midnight / THE STREET SLIDERS
  7. 夜明けのBEAT / フジファブリック
  8. Jasper / 木村カエラ
  9. Too Late To Die / THE HIGH-LOWS
  10. ロックンロールは鳴り止まないっ / 神聖かまってちゃん
- Track-3 おセンチパーティー IN ミックス - Selected & Mixed by LEGENDオブ伝説 a.k.a. サイプレス上野申し訳Jr.
  1. MOONLIGHT DANCEHALL(’97 Acoustic Mix)  / MOOMIN
  2. lovely days / POSSIBILITY
  3. Rollin'　Rollin' (ドリアンの終わらないアーバンソウル)  / 七尾旅人×やけのはら
  4. YOKOHAMA LAUGHTER / サイプレス上野とロベルト吉野
  5. Magic Hour feat. さかいゆう / RHYMESTER
  6. 愛と友情 ～サイプレス上野 is mine / RSP
  7. The Blackbelt featuring PUSHIM / RHYMESTER
  8. F.F.B. (Album Version)  / キングギドラ
  9. BABY LOVE feat. 将絢 (Romancrew)  / サイプレス上野とロベルト吉野
  10. 岐路 / DJ KRUSH
- Track-4 モテキ出演者枠・アイドルMIX - Selected & Mixed by 掟ポルシェ申し訳Jr. 
  1. 地球の危機 / 宍戸留美
  2. Here comes the るみちゃん / 宍戸留美
  3. ドクター、お願い / バニラビーンズ
  4. だいぶつぶつぶつ / ニコ☆モコ
  5. 星空のパスポート / 芳賀ゆい
  6. メロメロンの召しあがり方 / 我妻佳代
  7. 5989 4989（コクハク シクハック） / PIPO☆Angel's
  8. ハマれ！ダーリン♥～公園通りに台本通りの愛はない～ / うらりんギャル♥
  9. リモコンボーイ / 我妻佳代
- Track-5 モテキの申し訳的アンサーMIX - Selected & Mixed by ミッツィー申し訳（代表取締役）
  1. 都会のマナー / ともさかりえ
  2. あいつによろしく / 在日ファンクとサイトウ“JxJx”ジュン
  3. BABY BABY BABY / 真心ブラザーズ
  4. Cheese “PIZZA” / JUDY AND MARY
  5. 揺れる体温 (TYO mix)  / ACO
  6. 野良の虹 / キリンジ
  7. BABY BLUE / Fishmans
  8. Carrot & Whip / 中島美嘉
  9. 好きな男の名前 腕にコンパスの針で書いた2000 / 面影ラッキーホール
- 最終 Track - Shout by 宇多丸申し訳Jr.

## Covers for MTK Lovers盤
「モテキ的音楽のススメ Covers for MTK Lovers盤」は映画『モテキ』の公開に先駆けて発売されたコンピレーションアルバムのひとつ。2011年9月21日発売。

### 概要
もし「モテキ」の主人公が実在し、勤務先のポップカルチャーサイト「ナタリー」で企画・選曲したらどうなるかというコンセプトで作成されたアルバム。既存楽曲の他、新録カヴァー曲が収録されている。

### 収録曲
（括弧内は原曲アーティスト）
1. ぼくらが旅に出る理由 / フジファブリック（小沢健二）
2. 目を閉じておいでよ / N'夙川BOYS（バービーボーイズ）
3. 空洞です / HIROSHI II HIROSHI feat. 小泉今日子（ゆらゆら帝国）
4. 格好悪いふられ方 / カジヒデキ（大江千里）
5. ランニング・ショット / 在日ファンク（柴田恭兵）
6. どぉなっちゃってんだよ / OKAMOTO'S（岡村靖幸）
7. SAY YES / さよならポニーテール（CHAGE and ASKA）
8. 大スキ! / 後藤まりことクスノキリカ（広末涼子）
9. 失格 / フラワーカンパニーズ（橘いずみ）
10. 東京 / 渡辺俊美（くるり）